# Limnonectes fujianensis
Limnonectes fujianensis é uma espécie de anfíbio da família Ranidae.
Pode ser encontrada nos seguintes países: China, Hong Kong e Taiwan.
Os seus habitats naturais são: florestas subtropicais ou tropicais húmidas de baixa altitude, regiões subtropicais ou tropicais húmidas de alta altitude, rios, rios intermitentes, pântanos, marismas de água doce, marismas intermitentes de água doce, escavações a céu aberto e canals e valas.
Está ameaçada por perda de habitat.